# Maronitska Crkva
Maronitska Crkva (arap. الكنيسة الأنطاكية السريانية المارونية‎ - al-Kanīsa al-Anṭākiyya al-Suryāniyya al-Mārūniyya; lat. Ecclesia Maronitarum) je jedna od Istočnih katoličkih Crkava u jedinstvu sa Svetom Stolicom u Rimu. Osnivač Maronitske Crkve je bio sveti Maron Sirijski koji je živio krajem 4. i početkom 5. stoljeća, a prvi patrijarh Maronitske Crkve je bio Ivan Maron, koji je postavljen u kasnom 7. stoljeću. Maroniti danas predstavljaju jednu od glavnih vjerskih grupa u Libanonu. U Libanonu postoji vjerska podjela funkcija po kojoj je predsjednik Libanona uvijek maronit.

## Povijest
Nakon razaranja Jeruzalema 70. godine Antiohija je postala centar kršćanstva. Maron je bio svećenik, koji je u 4. stoljeću napustio Antiohiju i vodio je asketski život oko rijeke Oront. Kada je Maron umro njegovi učenici su izgradili samostan i stvorili jezgru Maronitske Crkve. Maroniti su slijedili vjerovanja prema Kalcedonskom saboru. Godine 451. Monofiziti su poklali 350 svećenika u Antiohiji, pa su maroniti pobjegli u planine Libanona. Nakon stradanja patrijarha iz Antiohije 602. maroniti su ostali bez vođe, a u to vrijeme trajao je veliki rat Bizanta i Perzije. U tom kaosu maroniti izabiru vlastitog patrijarha Ivana Marona 685.
Nakon muslimanskog osvajanja Sirije maroniti su popravili odnose s Bizantom. Dobili su političku i vojnu pomoć. Međutim muslimanski vladari su se žestoko osvetili te je maronitima zaprijetilo istrjebljenje. Ponovno se sklanjaju u planine Libanona. Od 685. su bili izolirani od ostalog kršćanskog svijeta. 
Za vrijeme križarskih ratova križari su ponovo otkrili maronite u planinama blizu Tripolija. Rajmund VI. Tuluški je nakon osvajanja Jeruzalema opsjedao Tripoli. Maroniti su u 12. stoljeću pomagali križare i potvrdili su 1182. kako pripadaju katolicizmu. Papa je s druge strane priznao nezavisnost njihova patrijarhata. Kada su muslimani ponovo pobijedili križare uslijedilo je 1291. etničko čišćenje u križarskim državama. Maroniti su skupo platili suradnju s križarima. 
Maroniti su nastavili održavati veze s Rimom, a u Rimu je 15. srpnja 1584. uspostavljen Maronitski kolegij. Papa Pavao V. priznaje 1608. glavaru Maronitske Crkve titulu patrijarha Antiohije. Nakon poraza Mameluka Osmansko Carstvo je preuzelo Libanon, ali bez velike brige o njemu, tako da su Libanonom vladali Druzi od 1585. do 1635. Za vrijeme Druza za maronite je bila mnogo bolja situacija. Osmansko Carstvo nije bilo više spremno tolerirati islamskog heretičkog vođu druza, pa su ih porazili 1635. godine. Uslijedio je ponovno razdoblje etničkih progona u kome su stradali desetci tisuća kršćana. Francuska je 1638. zaprijetila intervencijom Osmanskom Carstvu u slučaju daljnjih progona kršćanskog stanovništva. Osmansko Carstvo je predalo vlast lokalnim druzima, kako bi izbjegli francusku intervenciju. Kada je Europa ratovala za vrijeme Napoleona, Osmansko Carstvo je potaklo druze i druge muslimane na borbu protiv maronita. Oko 1860. maroniti i druzi su se sukobili nakon dolaska kurdskih džihadista. Sultan je iskoristio maronitsku reakciju kao izgovor za novi progon maronita. Francuska je ponovno zaprijetila Porti, pa su se džihadisti povukli. Međutim sultan je nastavljao podržavati vlast druza, pa maroniti dižu ustanak 1866. protiv Davud-paše. Maronitima je stigla u pomoć europska flota, pa je Davud-paša pobjegao. Za vrijeme francuskog mandata nad Libanonom 1920. maroniti su dobili autonomiju i osigurali su svoju poziciju u nezavisnom Libanonu. Godine 1943. tijekom francuske uprave bili su privilegirani. Bili su jedna od glavnih frakcija libanonskog građanskog rata.

## Liturgija i obredi
Na čelu Maronitske Crkve je maronitski patrijarh od Antiohije. Kada se izabere novi patrijarh on traži pričest od pape i na taj način održava veze s Rimom. Dijele istu doktrinu s katolicima, ali imaju vlastitu liturgiju i hijerarhiju. Kardinal Sfeir je proveo liturgijske reforme tijekom 1980-ih i 1990-ih, vraćajući se izvornom obliku uklanjajući latinizirane dijelove liturgije. Liturgijski jezik je starosirijski i arapski. Svećenici i biskupi se mogu ženiti, međutim njihovi svećenici u Americi se moraju držati celibata.

## Statistika
Prema podatcima iz časopisa L'Osservatore Romano iz 2015.   Arhivirana inačica izvorne stranice od 7. lipnja 2017. (Wayback Machine) Maronitska Crkva ima 3,358,504 članova u 1018 župa, 1368 svećenika (redovnika i biskupijskih svećenika), 42 biskupa, 640 redovnika i 1231 redovnicu.

## Poveznice
- Istočne katoličke Crkve
- Maroniti
- Šarbel Makhluf

## Vanjske poveznice
- Maronites (article at Phoenicia.org) (engl.)
- Beith Souryoyé Morounoyé - The Syriac Maronites (engl.)
- The Maronite Patriarchate  Arhivirana inačica izvorne stranice od 29. prosinca 2016. (Wayback Machine)
- Popis maronitanskih katoličkih crkava u SAD-u  Arhivirana inačica izvorne stranice od 14. veljače 2015. (Wayback Machine) (engl.)
- Maronitska povijest (engl.)
- Arhivirana inačica izvorne stranice od 7. lipnja 2017. (Wayback Machine) (engl.)